# Makoto Ozone
Makoto Ozone (Kōbe, 25 marzo 1961) è un pianista giapponese di musica jazz.

## Biografia
Inizia da bambino a suonare l'organo, ma all'età di 12 anni si innamorerà del pianoforte grazie alla musica di Oscar Peterson. Nel 1980 si trasferisce negli Stati Uniti nel 1980 dove viene ammesso al Berklee College of Music di Boston, e si laurea nel 1983. In quegli anni nasce il sodalizio artistico con Gary Burton, il quale lo vorrà con sé in diversi lavori discografici. Nella sua carriera ha collaborato con grandi jazzisti del calibro di Paquito D’Rivera, Arturo Sandoval, Branford Marsalis, Jeff “Tain” Watts, Christian McBride, Dave Weckle Mike Stern.
Negli anni 2000 fonda la big band "No Name Horses", con cinque album all'attivo. Dal 2010 insegna al Kunitachi College of Music, e nel 2018 è stato insignito dal governo giapponese della Medaglia d'onore con nastro viola.

## Discografia essenziale

### Come leader
- Makoto Ozone (Columbia, 1984)
- Spring Is Here (Columbia, 1987)
- Nature Boys (Verve, 1995)
- Dear Oscar (Polydor, 1998)
- So Many Colors (Verve, 2001)
- Treasure (Verve, 2002)
- Reborn (Verve, 2003)
- Ballads (Verve, 2008)
- Pure Pleasure For The Piano (EmArcy, 2012)

### Come "No Name Horses"
- No Name Horses (Universal, 2006)
- No Name Horses II (Verve, 2008)
- Jungle (Verve, 2009)
- Back at The Club "IN TRIBUTE" (Universal, 2011)
- Road: Rhapsody in Blue (Universal, 2014)

### Con Gary Burton
- Real Life Hits (ECM, 1984)
- Whiz Kids (ECM, 1986)
- Generations (Concord, 2004)